# Maximilian Nagl

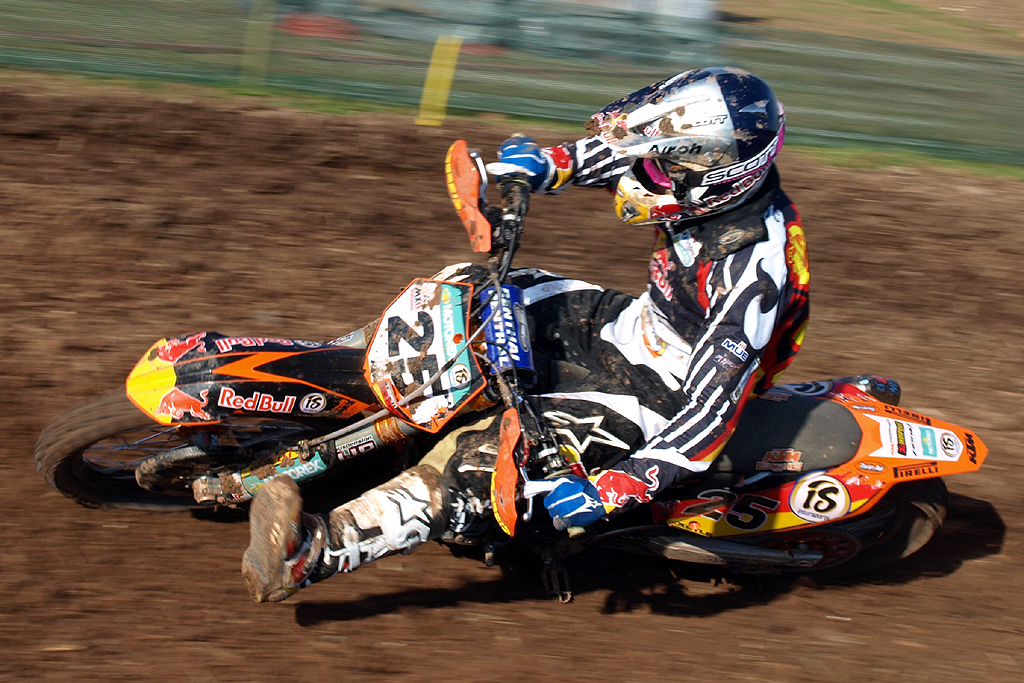
Maximilian Nagl auf KTM beim Motocross of Nations 2008 im Donington Park

Maximilian „Max“ Nagl (* 7. August 1987 in Weilheim i.OB) ist ein deutscher Motocrossfahrer.

## Leben
Sein erstes Rennen fuhr er im Alter von sechs Jahren. Von 2008 bis 2012 war er Werksfahrer des österreichischen Motorradherstellers KTM, von 2013 bis 2014 fuhr er für das HRC-Honda-Werksteam. 2015 wechselte er zum Husqvarna Werksteam. Im Jahre 2008 gewann er in Mantova (Italien) seinen ersten MX1-Weltmeisterschaftslauf.
Kurz darauf, im September 2008 beendet er beim Grand Prix of Citta di Faenza / Italien beide Wertungsläufe auf dem ersten Platz und gewinnt somit seinen ersten Grand Prix. Im Jahr 2012 gewinnt er mit dem deutschen Motocross-of-Nations-Team mit Ken Roczen und Marcus Schiffer erstmals die Teamweltmeisterschaft in Lommel (Belgien). In der Saison 2015 führte Nagl die MXGP-Weltmeisterschaft lange Zeit an und galt als Titelfavorit, bis er wegen einer Verletzung bei seinem Heimrennen in Teutschenthal für mehrere Veranstaltungen aussetzen musste.

## Erfolge
- 2000:  1. Platz Deutsche Meisterschaft 85 cm³
- 2001:  1. Platz ADAC-Junior-Cup 85 cm³
- 2002:  1. Platz DMSB-Pokal, 5. Platz Deutsche Meisterschaft 125 cm³
- 2003:  9. Platz Int. Deutsche Meisterschaft, 35. Platz Weltmeisterschaft 125 cm³
- 2004:  1. Platz Int. Deutsche Meisterschaft, 1. Platz Deutsche Meisterschaft Open, 1. Platz Deutsche Meisterschaft 125 cm³, 28. Platz Weltmeisterschaft MX2
- 2005:  3. Platz Int. Deutsche Meisterschaft, 16. Platz Weltmeisterschaft MX2
- 2006:  1. Platz Int. Deutsche Meisterschaft, 20. Platz Weltmeisterschaft MX2
- 2007:  3. Platz Int. Deutsche Meisterschaft, 18. Platz Weltmeisterschaft MX1
- 2008:  1. Platz Int. Deutsche Meisterschaft, 6. Platz Weltmeisterschaft MX1
- 2009:  4. Platz Int. Deutsche Meisterschaft, 2. Platz Weltmeisterschaft MX1
- 2010:  7. Platz Int. Deutsche Meisterschaft, 4. Platz Weltmeisterschaft MX1
- 2011:  5. Platz Weltmeisterschaft MX1
- 2012:  5. Platz Int. Deutsche Meisterschaft, 16. Platz Weltmeisterschaft MX1, Teamweltmeister mit Ken Roczen und Marcus Schiffer
- 2013:  3. Platz Int. Deutsche Meisterschaft, 10. Platz Weltmeisterschaft MX1
- 2014:  10. Platz Int. Deutsche Meisterschaft, 6. Platz  Weltmeisterschaft MXGP[2]
- 2015:  6. Platz  Weltmeisterschaft MXGP[3]
- 2016:  3. Platz Weltmeisterschaft MXGP[4]
- 2017:  8. Platz Weltmeisterschaft MXGP

## Ehrungen
- ADAC Junior-Motorsportler des Jahres 2001
- ADAC Motorsportler des Jahres 2012 (zusammen mit Ken Roczen und Markus Schiffer)